# Moldova Nouă
Moldova Nouă (en húngaro: Újmoldova) es una ciudad con estatus de oraș de Rumania en el distrito de Caraș-Severin.

## Geografía
Se encuentra a una altitud de 74 m s. n. m. a 488 km de la capital, Bucarest.

## Demografía
Según estimación 2012 contaba con una población de 13 815 habitantes.
| 1948 | 1956  | 1966  | 1977   | 1992   | 2002   | 2012   |
| s/d  | 3 582 | 6 192 | 15 973 | 16 874 | 13 917 | 13 815 |